# Aladár Kovácsi
Aladár Kovácsi (Budapeste, 11 de dezembro de 1932 - 8 de abril de 2010) é um ex-pentatleta húngaro, campeão olímpico. 

## Carreira
Aladár Kovácsi representou seu país nos Jogos Olímpicos de 1952, na qual conquistou a medalha de ouro, por equipes. 